# My Little Pony: The Movie
My Little Pony: The Movie (Meu Querido Pônei: O Filme no Brasil, e Meu Pequeno Pônei: O Filme em Portugal) é um filme animado musical de fantasia americano. Baseado na linha de brinquedos da Hasbro, My Little Pony.
Foi lançado em 20 de junho de 1986 por De Laurentiis Entertainment Group nos Estados Unidos. No Brasil foi exibido na Sessão da Tarde, na Rede Globo em 25 de dezembro de 1986 e foi distribuído em VHS pela TransVideo logo depois em 1987. O filme apresenta as vozes de Danny DeVito, Madeline Kahn, Cloris Leachman, Rhea Perlman, e Tony Randall.

## Enredo
No Castelo dos Sonhos (Dream Castle em inglês), os pequenos pôneis estão preparando para comemorar um festival do primeiro dia da primavera. A partir do vulcão de Gloom, a bruxa má Hydia assiste ao evento através de seu caldeirão e, revoltado com a frivolidade, diz a suas filhas que eles devem arruiná-los. As filhas de Hydia, Draggle e Reeka, são inexperientes em fazer travessuras e falham totalmente em arruinar o festival. Eles voltam ao vulcão de Gloom em desgraça, onde Witch Hydia apresenta um plano melhor - eles vão fazer um smooze. As irmãs coletam uma série de ingredientes repugnantes, mas negligenciam obter o Phlume, a perspectiva do que aterroriza-los. O feitiço parece funcionar independentemente, criando uma piscina de lava roxo senciente que alegremente enterra a Terra dos pôneis (Ponyland em inglês).

## Elenco
- Danny DeVito como Grundle King
- Rhea Perlman como Reeka
- Madeline Kahn como Draggle
- Cloris Leachman como Hydia
- Tony Randall como Moochick
- Charlie Adler como Spike e Woodland Creature
- Russi Taylor como Morning Glory Rosedust Skunk e Bushwoolie
- Tammy Amerson como Megan
- Jon Bauman como The Smooze
- Michael Bell como Grundle
- Sheryl Bernstein como Buttons Woodland Creature e Bushwoolie
- Susan Blu como Lofty Grundle e Bushwoolie
- Nancy Cartwright como Gusty e Bushwoolie #4
- Cathy Cavadini como North Star
- Peter Cullen como Grundle e Ahgg
- Laura Dean como Sundance e Bushwoolie #2
- Ellen Gerstell como Magic Star
- Keri Houlihan como Molly
- Katie Leigh como Fizzy e Baby Sundance
- Scott Menville como Danny
- Laurel Page como Sweet Stuff
- Cloris Leachman como Hydia
- Sarah Partridge como Wind Whistler
- Alice Playten como Baby Lickety Split e Bushwoolie #1
- Jill Wayne como Shady e Baby Lofty
- Frank Welker como Bushwoolie #3 e Grundle